# Tijdperk van de grote ontdekkingen

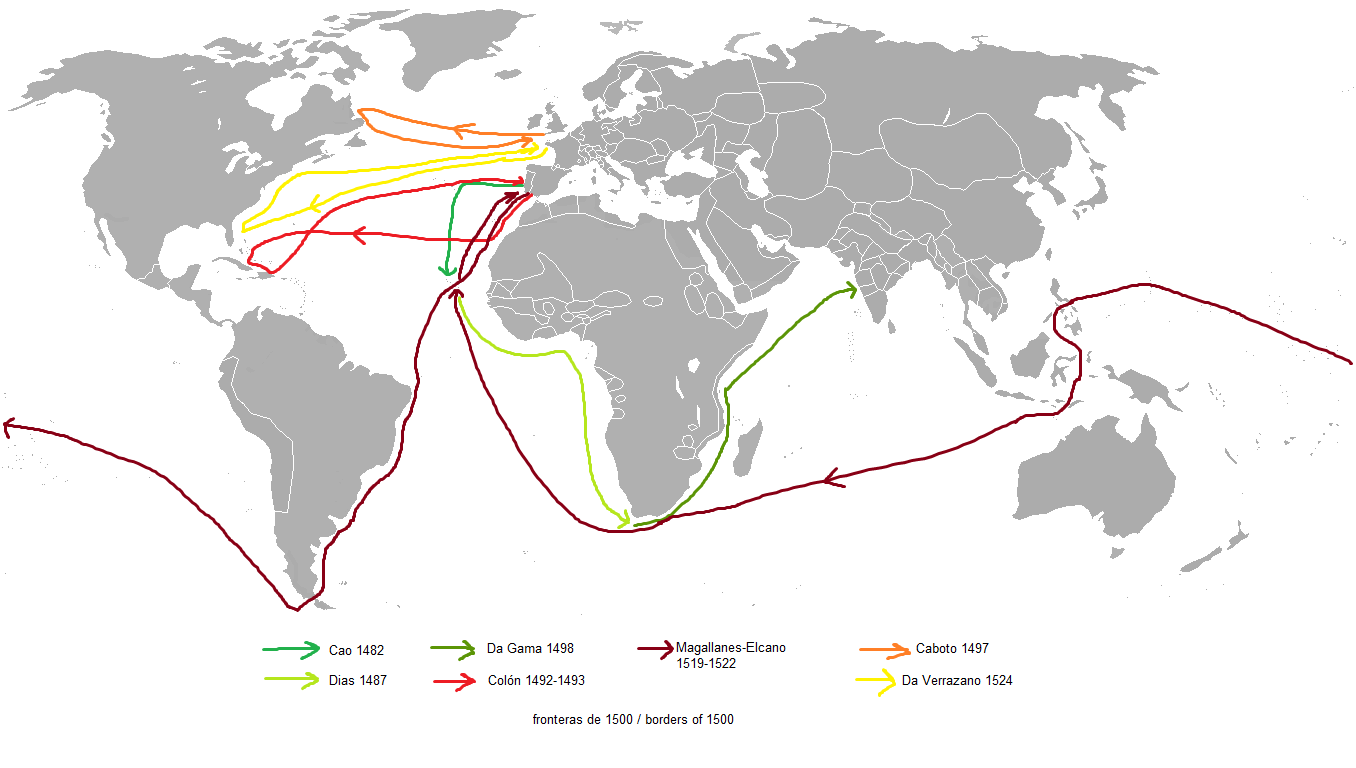
De belangrijkste ontdekkingsreizen gedurende het tijdperk van de grote ontdekkingen.

Het tijdperk van de grote ontdekkingen is de periode in de Vroegmoderne Tijd waarin verschillende Europese landen met ontdekkingsreizen de gehele wereld verkenden. Een groot deel van de wereld werd zo in kaart gebracht, terwijl een werkelijke wereldeconomie tot stand kwam. Hoewel het aanvankelijk vooral om de handelscontacten ging, bleef het daar niet bij. Na de grote ontdekkingen ging men ook over tot grootschalige kolonisatie.

## Drijfveer
Dat de mens de mogelijkheden ontwikkelde om deze verre reizen te ondernemen, ontstond onder meer door het wegvallen van oude handelsroutes. Van de vele routes in de Oude Wereld waren er twee de belangrijkste, de oude Zijderoute en die over zee. Beide waren feitelijk een verzameling van routes die door vrijwel niemand in hun geheel werden afgelegd. In de Middellandse Zee werd hierbij een belangrijke rol vervuld door de Italiaanse repubbliche marinare. Met de opkomst van het Ottomaanse Rijk verkreeg dit echter het monopolie op de handel tussen Europa en Azië. De Venetiaanse handelaren die voorheen via de Levant handel voerden met India en China kregen daardoor hoge prijzen opgelegd op handelswaar als peper. De specerijen werden letterlijk peperduur. Dit leidde tot het zoeken naar zeeroutes rond Afrika of in westelijke richting over de Atlantische Oceaan naar de Indische specerijengebieden.
Na de reizen van Columbus bleven de Spanjaarden zoeken naar een westelijke route naar Azië. In 1513 stak Vasco Nuñez de Balboa de smalle landengte van Panama over en werd de eerste Europeaan die de Stille Oceaan aanschouwde. Deze zoektocht werd voltooid in 1521 toen Magellaan de Stille Oceaan overstak en Zuidoost-Azië (de Filipijnen) bereikte.

## Ontstaan
De eerste grote Europese ontdekkingsreizen waren die van de Portugezen. In 1415 veroverden de Portugezen in het verlengde van de Reconquista het rijke Ceuta, het eindpunt van handelskaravanen vanuit West-Afrika. Na de verovering droogde deze bron op, waarna men besloot de handel zelf over te nemen.
In de vijftiende eeuw voeren de Portugezen zo steeds verder de Afrikaanse kust af. In 1488 bereikte Bartolomeus Diaz Kaap de Goede Hoop. In 1500 ontdekte Pedro Álvares Cabral Brazilië en in 1503 werd Cochin aan de Indiase westkust een Portugese kolonie, de eerste Europese in Azië. Het monopolie van het Ottomaanse Rijk op de doorvoer van Azië naar Europa was daarmee gebroken. Niet onbelangrijk daarbij was dat de schepen stevig genoeg waren om kanonnen te dragen en ook af te vuren zonder uit elkaar te vallen, iets wat de schepen uit de Indische Oceaan niet konden.
Nog grotere gevolgen had de ontdekking van Amerika door Christoffel Columbus in 1492 en de claim van het gebied voor de Spaanse kroon. Tot dan toe had de Atlantische Oceaan gefunctioneerd als de onoverschrijdbare westgrens van de wereld van de Europeanen. Dit veranderde dramatisch. Voor de bewoners van Europa ging letterlijk een Nieuwe Wereld open. De econoom Adam Smith noemde in 1776 de reis van Christoffel Columbus naar Amerika in 1492 en de tocht van Vasco da Gama rond Afrika naar India in 1497-98 de belangrijkste gebeurtenissen in de geschiedenis tot dan toe.

## Technieken
Twee ontwikkelingen maakten het mogelijk dat de drie grote netwerken blijvend met elkaar verbonden zouden worden. Dit waren verbeteringen op het gebied van scheepsbouw en zeevaartkunde.

### Scheepsbouw

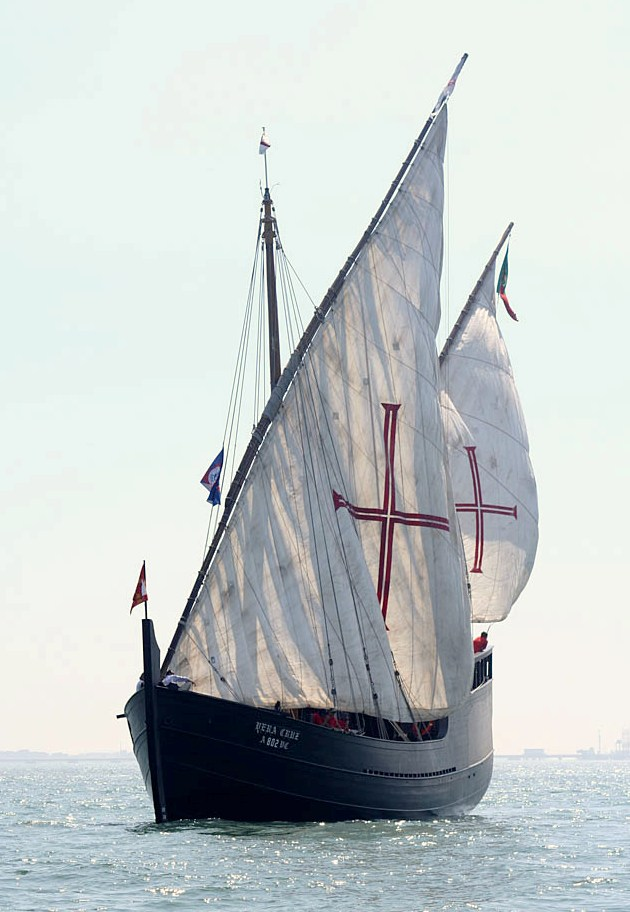
Een caravela latina, niet te verwarren met een karveel. Dit naar onze maatstaven kleine scheepstype speelde een belangrijke rol tijdens de beginfase van de Europese expansie.

Op het eerste vlak bestonden de verbeteringen uit karveelbouw, waarbij de planken stuitend tegen elkaar zijn geplaatst, gladboordig, bevestigd aan een spantenframe. Hierdoor werd de constructie lichter en steviger. De nieuwe scheepsontwerpen konden beter overweg met het ruwe weer in het noorden van de Atlantische en Grote Oceaan, waardoor scheepvaart hier een rol op zich kon nemen die het in de veel kalmere Indische Oceaan al lang had gehad. De verbeteringen resulteerden in twee nieuwe scheepstypen: de kraak en later de caravela, de eerste schepen die voldoende zeewaardig waren om de lange en zware reis over de Atlantische Oceaan te doorstaan.
Om de grote afstanden van de ontdekkingsreizen af te kunnen leggen was er dringend behoefte aan grotere en snellere schepen. Om sneller te kunnen zeilen moest de tuigage hoger worden. Tot die tijd werden schepen geroeid of hadden één razeil. Met de uitvinding van de scheepsrust kreeg het want meer spreiding, waardoor de tuigage hoger kon worden. Door Columbus werd al gebruikgemaakt van een klein marszeil boven het grootzeil. Voor oceaanreizen werd gebruikgemaakt van vierkante tuigage. Langsscheepse tuigage werd niet geschikt geacht voor grote reizen. In de zestiende eeuw werd de mast verlengd met de steng. Rond 1570 werd deze strijkbaar gemaakt, zodat de wind minder vat had op het schip in een storm. Vervolgens werd aan de bramsteng het bramzeil geplaatst. Rond 1600 kregen de schepen drie masten; de fokkemast, de grote mast en de kruismast of bezaanmast, het zogenaamde volschip. Aldus begon de periode van de 'Grote Zeilvaart'.
Door de invoering van het stevenroer in Europa begon er onderscheid te komen tussen voor- en achtersteven en verbeterde de manoeuvreerbaarheid. Volgetuigde schepen verbeterden zowel manoeuvreerbaarheid als snelheid, zodat de noodzaak voor riemen verviel en schepen eenvoudiger en goedkoper gebouwd konden worden en er veel scherper aan de wind kon worden gevaren.

### Zeevaartkunde
Op het gebied van de zeevaartkunde werd grote vooruitgang gemaakt en met de Arabische astronomie en wiskunde die bekend was op het Iberisch Schiereiland kon men astronavigatie verder ontwikkelen en kon men de breedtegraad bepalen. De Portugezen leerden de winden en zeestromen te gebruiken door vanuit West-Afrika eerst naar het westen te varen, daarna naar het noorden en van daaruit terug, volta do mar genoemd. Zeer belangrijk hierbij was de staatssteun door vooral Hendrik de Zeevaarder die in Sagres een zeevaartschool stichtte.
De cartografie verbeterde enorm bij de Portugezen. Pedro Reinel maakte de eerste Portugese zeekaart. Hierop stond West-Europa en een deel van Afrika afgebeeld. De kennis van de routen naar Azië werd angstvallig geheimgehouden. Desondanks kwam de Cantino planisfeer met daarop Brazilië afgebeeld in Italië terecht. Deze kaart was van grote invloed op de wereldkaart van Martin Waldseemüller, de Universalis Cosmographia, waarin deze de Nieuwe Wereld Amerika noemt naar Amerigo Vespucci.

## Gevolgen
De gevolgen van de ontdekkingsreizen en het proces van kolonisatie waren groot. Hoewel in het verdrag van Tordesillas van 1494 de niet-Europese wereld vervolgens werd opgedeeld tussen Spanje en Portugal, sloten zich in de eeuw daarna de nodige andere Europese landen aan bij deze wedloop. Rond 1580 was dan ook een groot deel van de wereld in kaart gebracht en vestigden Europeanen over de gehele wereld handelsposten. Hiermee vulden de rivaliserende Europese machten de ruimte die het veel grotere China had achtergelaten toen het zich afsloot van de buitenwereld na de grootse expedities van Zheng He.
In Azië voegden de Europeanen zich in een al lang bestaand handelssysteem. De belangrijkste staten waren aanvankelijk goed in staat zich te verweren tegen kolonisatie. Dit was echter niet het geval in Amerika, waar tamelijk abrupt een eind kwam aan de beschavingen van de indianen. Dit kwam deels door het geweld van de veroveringen, maar het was vooral de onbekendheid met een aantal ziektes die het meest verwoestende effect teweegbrachten. In de Oude Wereld waren deze veelal overgebracht door contact met gedomesticeerde kuddedieren. Ook daar had dit vele slachtoffers geëist, maar was door de eeuwen heen een bepaalde mate van immuniteit opgebouwd. Amerika kreeg nu in korte tijd te maken met een heel scala van deze ziektes, waarbij de bevolking ook nog eens een kleinere genetische variatie had. Minstens 50% en mogelijk 90% van de lokale bevolking verloor tussen 1492 en 1650 het leven, waarmee dit met de veertiende-eeuwse epidemieën de grootste bevolkingsramp in de geschiedenis is geweest. Eeuwenoude culturen raakten ontwricht, talen verdwenen. 1492 geldt dan ook terecht als een mijlpaal in de menselijke geschiedenis. Niet alleen de menselijke geschiedenis, maar ook de ecologische geschiedenis.
Ook op Afrika hadden de ontdekkingen grote invloed. Rond de Atlantische Oceaan werd een geheel nieuw handelssysteem opgebouwd. Dat begon aan de productiezijde, waar gebruik werd gemaakt van plantages. Het benodigde land werd gevonden op aanvankelijk de Atlantische eilanden en later de Nieuwe Wereld. Voor de arbeid ging men uiteindelijk over op slavernij wat de grootste gedwongen migratie uit de geschiedenis op gang bracht, de trans-Atlantische slavenhandel.
De nieuwe contacten brachten niet alleen het einde van volken, culturen en religies. Biologische uitwisselingen als de columbiaanse uitwisseling brachten niet alleen ziektes, maar ook gewassen. Het betekende ook dat ideeën en producten wereldwijd beschikbaar kwamen. Fluctuaties in de zilverwinning in Potosí in Peru konden de economie op de Molukken beïnvloeden, terwijl cassave uit Brazilië van groot belang werd in Centraal-Afrika. Voortaan beïnvloedde de Europese beschaving de ontwikkelingen in vrijwel alle delen van de wereld. Omgekeerd werd Europa op allerlei manieren beïnvloed door de niet-Europese beschavingen. Tot dan toe onbekende gewassen, ziekten en producten bereikten Europa. Ook in intellectueel opzicht werd Europa verregaand door de ontwikkelingen uitgedaagd. De wereld overzee werkte voor ontwikkelde Europeanen als een soort spiegel. Eeuwenoude zekerheden werden ter discussie gesteld.
De verhouding tussen Europa en de rest van de wereld veranderde ingrijpend ten gevolge van de ontdekkingsreizen. Lange tijd had Europa aan de periferie van de 'beschaafde wereld' gelegen. In veel opzichten waren de islamitische wereld en China verder ontwikkeld. Vanaf de zestiende eeuw fungeerde Europa meer en meer als economisch en politiek centrum, waaraan de rest van de wereld ondergeschikt was. Die ontwikkeling bereikte haar hoogtepunt gedurende de negentiende eeuw. Pas in de twintigste eeuw zou aan de dominante positie van Europa een einde komen.